# Trachelyichthys
Trachelyichthys — рід риб підродини Auchenipterinae родини Auchenipteridae ряду сомоподібних. Має 2 види.

## Опис
Загальна довжина представників цього роду досягає 8 см. Голова невеличка. Очі маленькі. Рот помірного розміру. Присутні 3 пари вусиків, з яких 1 пара на верхній щелепі довші 2 пари, ніж на нижній. Тулуб помірно кремезний, без луски. Бічна лінія переривчаста. Спинний плавник короткий, зміщений до голови. Має сильний шип. Грудні й черевні плавці маленькі. Анальний плавець довгий, великий. Жировий плавець відсутній. Хвостовий плавець широкий, повернутий донизу.
Забарвлення сіре або оливкове з темними плямами уздовж тіла.

## Спосіб життя
Зустрічаються в середніх річках і струмках з повільною течією. Активні вночі Ведуть пелагічний спосіб життя, при відпочинку можуть опуститися на дно. Живляться водними безхребетними.

## Розповсюдження
Поширені в басейні річок Амазонка і Рупунуні.

## Види
- Trachelyichthys decaradiatus
- Trachelyichthys exilis

## Тримання в акваріумі
Підходить ємність 70-100 літрів. На дно насипають суміш дрібного і середнього піску, декорують великою кількістю корчів з дуплами. Сомики із задоволенням займуть порожнини в корчах як укриття. Не завадять і рослини, хоча вони не є основним атрибутом біотопу. Мирні. Утримувати можна групою або поодинці. Сусідами можуть бути будь-які рибки, які не зможуть образити сомиків — тетри, корідораси, лорікаріди. Їдять риби дрібний живий харч, замінники. Не торкаються до сухим пластівців і таблеток. З технічних засобів знадобиться внутрішній фільтр середньої потужності для створення помірного течії, компресор. Температура тримання повинна становити 20-25 °C.